# Андрей (Смолин)
Архимандрит Андрей Смолин — архимандрит Русской православной церкви.

## Биография
Имеющиеся биографические сведения о нём застают его уже в числе иеромонахов Новгородского Юрьева монастыря, 46 лет от роду.
В 1796 году он, по собственному желанию, определен был иеромонахом во флот, который отправлялся к великобританским берегам.
В сентябре 1797 году Андрей возвратился из плавания и поступил в число братии Александро-Невской лавры.
4 мая 1798 году он был вновь определен на флагманский корабль, причем ему было поручено наблюдение за прочими иеромонахами флота, а 2 июня назначен во флот обер-иеромонахом.
Кампания продолжалась до 30 сентября 1800 года. Возвратясь в Александро-Невскую лавру, Андрей просил награды за свои труды, и 29 апреля 1801 году возведен в сан игумена Кириллова Новгородского монастыря, а 22 июля того же года в сан архимандрита Тверского Желтикова монастыря.
7 декабря 1804 года, за неповиновение Святейшему Синоду, уволен от должности с запрещением священнослужения.
В сентябре 1805 году он жил в Николаевском Вяжицком монастыре, потом в Новгородском Юрьеве монастыре, но в 1828 году, по просьбе братии, перемещён в Нилову пустынь.